# بدل (فیلم ۲۰۱۱)
بدل (به انگلیسی: The Double) یکیفیلم جاسوسی آمریکایی محصول سال ۲۰۱۱ به کارگردانی مایکل براندت است. در این فیلم بازیگرانی همچون ریچارد گی‌یر، توفر گریس، استیون مویر، اودت انابل، استانا کاتیک، کریس مارکت، تامر حسن، مارتین شین، جفری پیرس، لارنس گیلیارد جونیور، یوری سارداروف ایفای نقش کرده‌اند.
این فیلم اکثراً نقدهای منفی را از منتقدان دریافت کرد، و امتیاز تأیید ۲۱٪ را در راتن تومیتوز، بر اساس ۵۲ بررسی، با میانگین امتیاز ۴ از ۱۰ دریافت کرد.

## داستان
فیلم دربارهٔ یک مأمور مخفی کهنه‌کار با یک مأمور جوان پلیس است که در تلاش‌اند تا رازی که پشت قتل یک سناتور است را برملا کنند. اما در این بین اتفاقاتی رخ می‌دهد که…